# لوريكيت ميك
لوريكيت ميك (الاسم العلمي: Charmosyna meeki)، هو نوع من الببغاء من فصيلة ببغاوات العالم القديم. توجد في جزيرة بوغانفيل في بابوا غينيا الجديدة وجزر سليمان. موائله الطبيعية هي غابات الأراضي المنخفضة الرطبة شبه الاستوائية أو الاستوائية والغابات الجبلية الرطبة شبه الاستوائية أو الاستوائية. إنهُ مهدد بخسارة موائله.

## التصنيف
وضع هذا النوع سابقًا في جنس شارموسينية Charmosyna. ثم نُقل إلى جنس فيني بناءً على دراسة للتطور النسالة الجزيئية لللوريكيتات المنشورة في عام 2020.